# Ацо Шопов (награда)
„Ацо Шопов“ (на македонска литературна норма: Ацо Шопов) е годишна литературна награда, присъждана от Дружеството на писателите на Македония за най-добра книга в областта на поезията на поети от Република Северна Македония, издадена през предходната година.

## История
Наградата е учредена от Дружеството на писателите на Македония. Носи името на един от най-големите северномакедонски поети – Ацо Шопов.
По традиция се присъжда заедно с останалите четири награди на Дружеството на писателите на Македония на 13 февруари всяка година в деня на основаването на дружеството през 1947 г.

## Носители на наградата
непълен списък
- 1996 Христо Петрески, за „Камен јазик“[2]
- 1998 Михаил Ренджов, за „Јас Оксиморон“ [3]
- 2000 Матея Матевски, за „Внатрешен предел“ [4]
- 2001 Анте Поповски, за „Света песна“ [5]
- 2002 Петър Бошковски, за „Критичка точка“ [6]
- 2003 Гане Тодоровски, за „Орач или воин“ [7]
- 2004 Катица Кюлавкова, за „Слеп агол“ [8]
- 2005 Веле Смилевски, за „Педесет допевања“ [9]
- 2006 Ристо Лазаров, за „Чехопек“ [10]
- 2007 Вера Чейковска, за „Рабови“ [11]
- 2008 Иван Василевски, за „Утки“ [12]
- 2009 Йован Стрезовски, за „Слоеви“ [13]
- 2010 Благой Самоников, за „Неизносена ведрина“ [14]
- 2011 Ристо Ячев, за „Редење на времето“ [15]
- 2012 Весна Ацевска, за „Будност.Лотос“ [16]
- 2013 Братислав Ташковски, за „Лоши песни“ [17]
- 2014 Радован Павловски, за „Се случува вечност“ [18]
- 2015 Славе Георго Димоски, за „Јазичен триптихон“ [19]
- 2016 Гордана Бошнакоска, за „Песна на ридот“ [20]
- 2017 Ристо Василевски, за „Оди во кругот“ [21]
- 2018 Виолета Танчева-Златева, за „Патот“ [22]
- 2019 Панде Манойлов, за „Јужни реки“[23]
- 2020 Даниела Андоновска-Трайковска, за „Математичка поезија“[24]